# Czajkowice
Czajkowice (ukr. Чайковичі) – wieś i dawna okolica szlachecka na Ukrainie, na lewym brzegu Dniestru, koło Rudek, w rejonie samborskim obwodu lwowskiego.

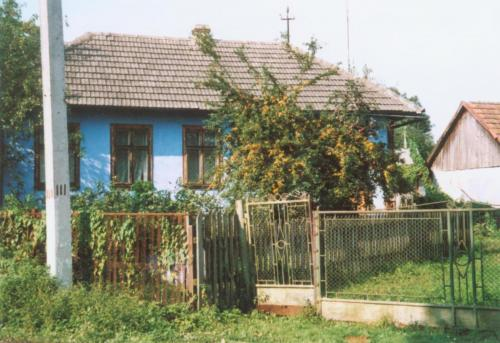
Szlachecka chata w Czajkowicach

Wieś została założona w 1349. Według Słownika Geograficznego Królestwa Polskiego w 1885 Czajkowice liczyły 2148 mieszkańców, w większości – 1753 osoby wyznania greckokatolickiego oraz 261 mojżeszowego i 134 rzymskokatolickiego. W 1929 r. wieś liczyła 2577 mieszkańców, w tym 49 Żydów. Wieś podzielona była na właściwe Czajkowice, zaścianek szlachecki i Chłopy Czajkowickie, część zamieszkałą przez chłopów. We wsi znajdowały się także odpowiednio dwie cerkwie greckokatolickie. Mieszkańcy zaścianka należą głównie do rodów szlachty zagrodowej Czajkowskich (Czaykowskich) herbu Sas i Dębno oraz Horodyskich herbu Korczak. Mimo ponad 50 lat władzy radzieckiej i funkcjonowania we wsi kołchozu przetrwały w zaścianku tradycje szlacheckie. Cerkiew w części szlacheckiej wymieniana była w dokumentach już w 1468. W 1828 parafia, pod patronatem miejscowej gminy szlacheckiej, należała do greckokatolickiego dekanatu w Komarnie, w diecezji przemyskiej. Mieszkańcy wyznania rzymskokatolickiego należeli do parafii w pobliskich Rudkach. Po pożarze starej cerkwi, w 1842 zbudowano nową, konsekrowaną w 1850. Obecnie ta cerkiew, pod wezwaniem Jana jest jedyną świątynią we wsi. W latach 90. XX wieku została odremontowana i rozbudowana. 
W II Rzeczpospolitej wieś należała do powiatu rudeckiego w województwie lwowskim. W 1921 r. liczyła 2577. mieszkańców, wśród których Polacy stanowili ok. 20%. W czasie okupacji niemieckiej we wsi działała polska samoobrona. W latach 1943–1944 nacjonaliści ukraińscy z OUN - UPA zamordowali tutaj 25 Polaków.

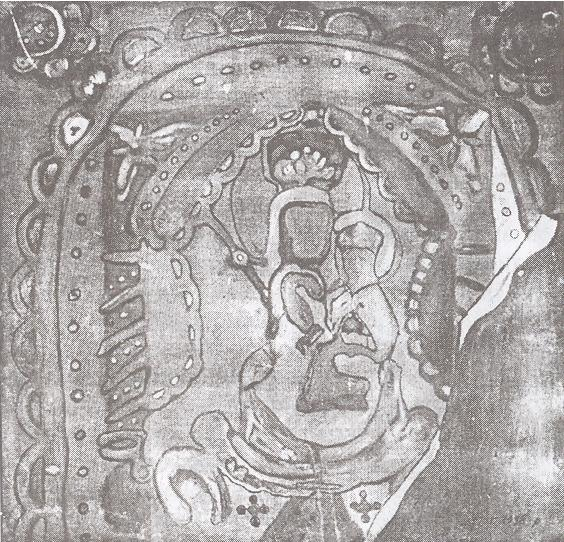
Cudowny obraz MB z Czajkowic

W okresie międzywojennym Czajkowice były słynnym miejscem pielgrzymek do cudownego obrazu Matki Boskiej, który ponoć powstał samoistnie na szkle.
Obraz pojawił się na szybie chaty Jakuba Horodyskiego w grudniu 1937. Szybko zasłynął jako powstały w sposób nadnaturalny, później również zaczęto go uważać za cudowny. Międzywojenna polska prasa, również warszawska i ogólnopolska, poświęciła temu zdarzeniu wiele artykułów. Brak jednoznacznego uznania przez hierarchię kościelną cudowności obrazu sprawił, że jego kult jest lokalny i ograniczony głównie do członków kościoła greckokatolickiego.